# Ассер

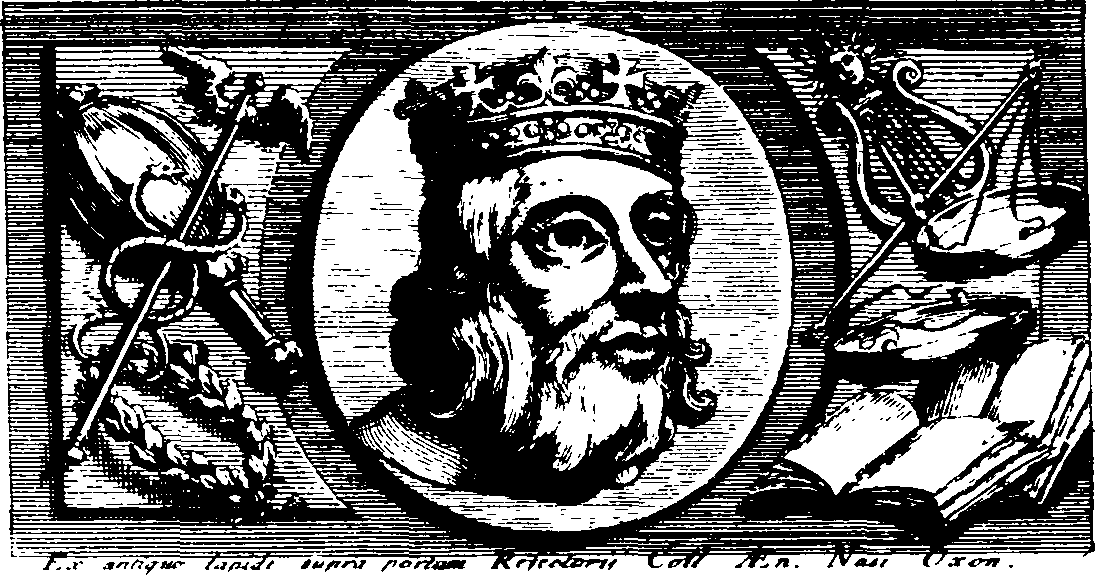
Портрет Альфреда Великого. Гравюра из издания «Жизни короля Альфреда» Ассера 1722 года

Ассер, также Джон, или Иоанн Ассер (лат. Asser Joannes Menevensis, валл. Asser; ум. около 909) — валлийский монах и церковный писатель из Сент-Дейвидса в королевстве Дивед, приближённый и биограф короля Уэссекса Альфреда Великого. Собственным его именем было, скорее всего, Иоанн (Джон), Ассер же являлось прозвищем, полученным в честь ветхозаветного Асира, восьмого сына патриарха Иакова, или же заимствовано было из трудов Иеронима Стридонского, где оно переводилось с древнееврейского как «благословенный».

## Биография

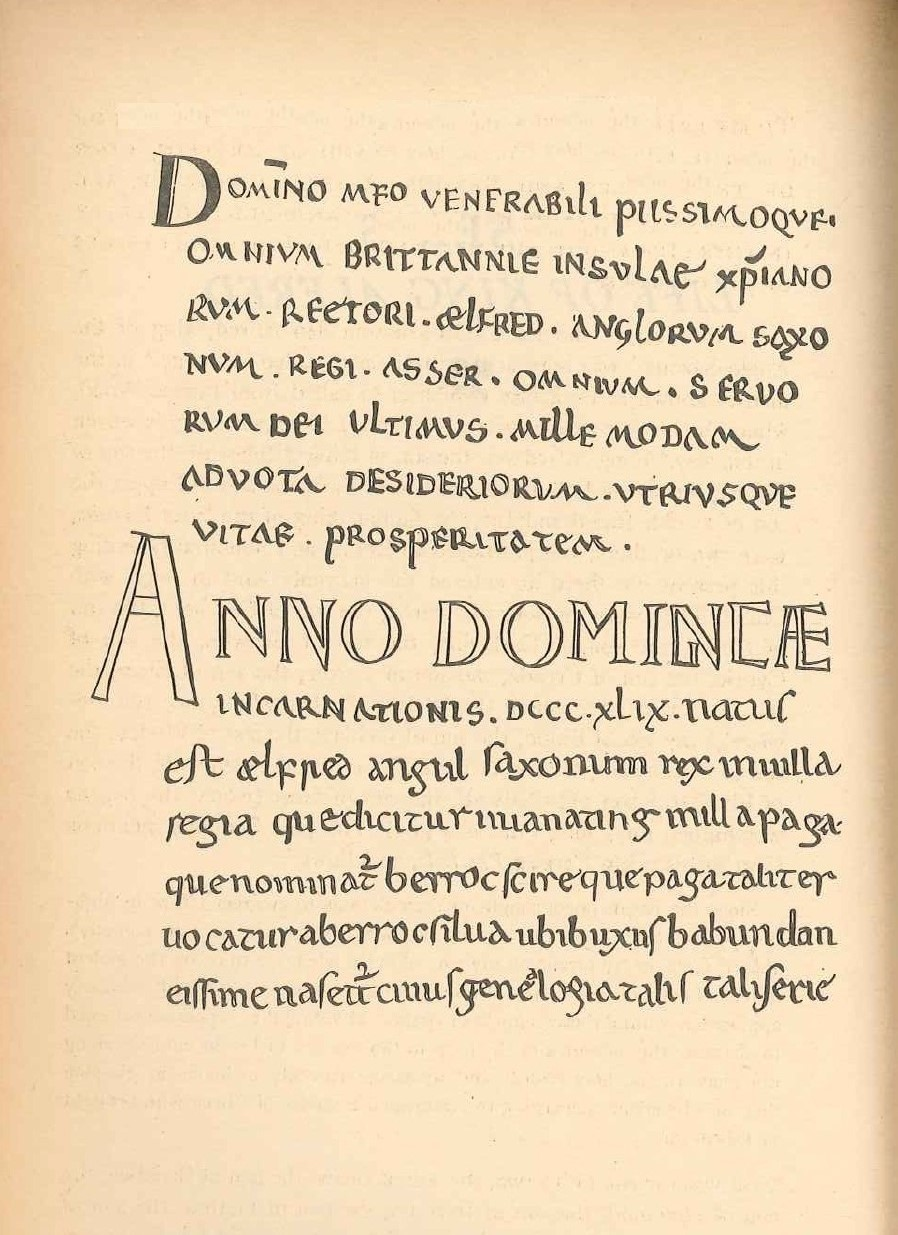
Факсимиле листа рукописи «Жизни короля Альфреда» Ассера из издания 1722 года

Происхождение точно не установлено, по-видимому, был уроженцем Сент-Дейвидса в Пембрукшире, тогдашнем валлийском королевстве Дивед, получив образование и постригшись в местном монастыре Св. Давида. Возможно, являлся родственником сент-дейвидского епископа Нобиса (ум. 873). Принимавшееся долгое время на веру утверждение Гиральда Камбрийского о том, что Ассер сам возглавлял в начале X столетия сент-дейвидский диоцез, в настоящее время признано несостоятельным.
Приблизительно в 885 году король Альфред встретился с ним в Дене близ Чичестера и попросил его покинуть Сент-Дейвидс и присоединиться к кругу учёных людей, которых собирал у себя при дворе. Проведя около года в Кервенте из-за болезни, Ассер согласился на предложение короля, с условием, что каждый год по шесть месяцев будет проводить у него в Уинчестере, а остальные шесть у себя в аббатстве. Прибыв ко двору Альфреда в 886 году, начиная с ноября следующего года начал обучать его латыни, задержавшись в Уэссексе на первое время на восемь месяцев.
На протяжении последующих лет Ассер периодически жил при дворе Альфреда, подолгу отлучаясь на родину по делам своей церкви. Сделавшись его близким другом и учителем, получил от него должности настоятеля монастырей в Конгресбери и Банвелле (Сомерсетшир), а также поддержку в борьбе с королём Диведа Хивайдом ап Бледри (ум. 893), претендовавшим на земли Сент-Дейвидской обители.
Не позже 900 года вступил в должность епископа Шербурнского, управлявшего церковными приходами Девона и Корнуолла, занимая которую, умер около 909 года , как окончательно установлено было церковным историком Уильямом Стебсом в «Registrum sacrum Anglicanum» (1858).

## «Жизнь короля Альфреда»
В 893 году Ассер написал биографию просвещённого короля Уэссекса под названием «Жизнь короля Альфреда» (лат. Vita Alfredi). Это написанное искусственной риторической латынью сочинение соединяет в себе извлечения из хроник, в первую очередь «Англосаксонской», а также личные воспоминания. Несмотря на приводимые Ассером валлийские названия английских городов, труд его изначально был рассчитан преимущественно на англосаксонского читателя. Хронологически он охватывает события с 849 по 887 год, фокусируя внимание на борьбе саксов с викингами, и, хотя последнее сообщение в нём датируется 893 годом, он, по-видимому, так и не был закончен. 
Невзирая на очевидное личное знакомство с королём Альфредом, Ассер опускает в своей биографии короля ряд важных подробностей, не указывая, к примеру, точную дату его рождения и не называя имя его жены, в силу чего некоторые позднейшие исследователи, в частности, Альфред Смит, подвергали сомнению не только подлинность этого сочинения, но и даже сам факт существования самого автора.
Оригинальная рукопись «Жизни Альфреда» дошла до Нового времени в единственном экземпляре, который хранился в библиотеке Роберта Коттона, но 23 октября 1731 года сгорел при пожаре вместе с дополнявшей её сведения хроникой Этельверда (X в.). Почерковедческий анализ по факсимиле листа из неё, опубликованного в издании Фрэнсиса Уайза 1722 года, позволяет утверждать, что она была переписана не позже XI столетия. Благодаря сделанным ранее копиям и отрывкам из труда Ассера, сохранившимся в ряде средневековых сочинений, включая «Историю королей» Биртферта из Рамси (нач. XI в.), анонимный «Энкомий королевы Эммы» (1040-е гг.), «Сейнт-Неотские анналы» (1120—1140), «Chronicon ex chronicis» Иоанна Вустерского (1140), «Житие Святого Этельберта» Гиральда Камбрийского (кон. XII в.), а также «Анналам» архиепископа Мэттью Паркера (1572), опубликовавшего в 1574 году текст самого Ассера и сделавшего его перевод, это произведение удалось реконструировать. 
Биография является основным источником информации о жизни Альфреда: благодаря ей, об этом правителе известно намного больше, чем о любом другом английском короле Раннего Средневековья. Ассер помогал Альфреду в его переводе сочинения «Правило пастырское» Григория Великого и, возможно, в других работах. В предисловии к переводу «Правила пастырского» учёный англосаксонский король называет его «своим епископом Ассером».
Жизнь Альфреда Ассера пользовалась авторитетом у позднейших хронистов Англии, в частности, её использовали в своих сочинениях такие авторы XII века, как Симеон Даремский, Иоанн Вустерский, Уильям Мальмсберийский и Роджер Ховеденский.
Перу Ассера иногда приписывают легенду о том, что король Альфред основал Оксфордский университет, что не является исторически достоверным фактом. Эту легенду породил антикварий Уильям Кемден, поместив упоминание об Оксфорде в своё издание «Жизни короля Альфреда» 1603 года. Периодически возникали сомнения относительно того, не является ли всё сочинение подделкой, написанной более поздним автором, однако в настоящее время произведение принято считать подлинным.
Первое критическое издание «Жизни короля Альфреда» Ассера, подготовленное историком и филологом Уильямом Генри Стивенсоном, увидело свет в Оксфорде в 1904 году.